# مری لندز، نیو ساوت ولز
مری لندز (به انگلیسی: Merrylands) یک حومه شهر در استرالیا است که در نیو ساوت ولز واقع شده‌است.